# Gerrit Schotte
Gerrit Fransisco Schotte (Willemstad, 9 september 1974) is een Curaçaos politicus. Hij was tussen 10 oktober 2010 en 29 september 2012 minister-president van Curaçao. Hij werd niet alleen de eerste premier van Curaçao als autonoom land, maar tevens de jongste premier die het Nederlands Koninkrijk tot nu toe heeft gehad. Als persoon en politicus is hij omstreden, vanwege een verleden waarin hij verschillende malen veroordeeld is geweest wegens fraude.
Schotte was van 2010 tot 2020 partijleider van de Movementu Futuro Kòrsou (MFK), die hij zeven weken voor de verkiezingen van augustus 2010 oprichtte. Daarvoor was hij al politiek actief, eerst namens de arbeiderspartij FOL en later de sociaaldemocratische partij MAN. In 2006 werd hij gedeputeerde voor toerisme en economische zaken en daarna lid van de eilandsraad. Na onenigheid met de MAN in juni 2010 verliet hij de partij, doch bleef aan als onafhankelijk eilandsraadlid. In de Curaçaose eilandsraadverkiezingen van 27 augustus 2010 werd de MFK de tweede partij met vijf zetels. De MFK vormde een bestuur samen met Pueblo Soberano en Partido MAN op 4 september. Deze coalitie was het eerste kabinet van Curaçao na de ontmanteling van de Nederlandse Antillen op 10 oktober 2010. Schotte werd de eerste minister-president van Curaçao.
Sedert eind 2012 was Schotte lid van de Staten van Curaçao en trad hij op als fractievoorzitter van de MFK. Ondanks zijn veroordelingen deed hij mee met de statenverkiezingen in 2016 en 2017. Nadat op 27 november 2018 zijn veroordeling in de zaak-Babel definitief werd, kwam het statenlidmaatschap tot een einde. Hij werd als statenlid opgevolgd door Juniël Carolina.

## Conflicten
Premier Schotte raakte direct na zijn aantreden in conflict met de directeur van de Landelijke Veiligheidsdienst, die hij schorste, maar die vervolgens door de rechter in zijn functie werd hersteld. Volgens ex-parlementsvoorzitter Pedro Atacho schond Schotte de regels inzake de screening van de nieuwe ministers. Een Koninkrijkscommissie onder leiding van Paul Rosenmöller en Cees (Cornelis) Maas concludeerde een jaar later, dat van een aantal ministers de integriteit niet vaststond.
De commissie-Rosenmöller was ingesteld, omdat premier Schotte in het voorjaar van 2011 in een heftig en openbaar conflict was geraakt met de president van de Centrale Bank Emsley Tromp. De heren beschuldigden elkaar daarbij van corruptie.

## Aftreden
Op 29 en 31 juli 2012 zegden twee statenleden van de coalitie hun vertrouwen in de regering op. Schotte verloor daarmee zijn meerderheid, en enkele dagen later bood hij het ontslag van de ministers aan bij de gouverneur van Curaçao, Frits Goedgedrag.
Al in juni had een crisis gedreigd over de begroting, die een tekort vertoonde van 25 miljoen gulden. De coalitiepartner Pueblo Soberano weigerde het programmapunt van gratis onderwijs in te leveren. Schotte moest de niet sluitende begroting indienen, waarna de Rijksministerraad op 13 juli Curaçao een aanwijzing gaf: voor 1 september 2012 moest niet alleen 25 miljoen gulden worden gevonden ter dekking van de begroting, maar tevens moest het tekort van de eerste regeringsjaren van het kabinet-Schotte à 45 miljoen gulden worden weggewerkt. De debatten hierover in de Staten leidden tot de  breuk in de coalitie.
Op 29 september 2012 beëdigde gouverneur Goedgedrag, bij monde van waarnemend gouverneur Adèle van der Pluijm-Vrede, een interim-regering en willigde het ontslag van de demissionaire Schotte en zijn ministers in. Daarop sloten deze zich op in het regeringsgebouw en spraken van een staatsgreep.

## Veroordelingen
In de zaak-Babel werd Schotte op 11 maart 2016 door de rechtbank in Willemstad veroordeeld tot een gevangenisstraf van 3 jaar wegens ambtelijke omkoping, witwassen en valsheid in geschrifte tijdens zijn periode als minister-president. Ook werd hem voor een periode van vijf jaar het passief kiesrecht ontzegd. In hoger beroep op 21 juli 2017 werd dit vonnis bevestigd. Op 27 november 2018 oordeelde de Hoge Raad dat de uitspraken van het hof in eerste aanleg en in hoger beroep juist en ook toereikend gemotiveerd zijn. Met dit arrest blijven de veroordelingen in stand en zijn de opgelegde straffen definitief geworden. Kort daarna stelde hij hoger beroep in tegen de vervallenverklaring van zijn statenlidmaatschap door statenvoorzitter William Millerson. Dit beroep werd op 30 januari 2019 ongegrond verklaard. Tussen 5 december 2018 en 27 november 2020 zat Schotte zijn straf uit in de Bon Futuro-gevangenis voor de Babel-zaak.
In het verlengde van de zaak-Babel deed de rechtbank in augustus 2018 uitspraak in een zogeheten ontnemingszaak. Conform de eis van het OM moet Schotte 1.844.190 Antilliaanse gulden (bijna 1 miljoen euro) betalen als boetedoening voor onrechtmatig verkregen geld. Deze beslissing werd in juli 2020 bevestigd in de hoger beroepzaak welke door Schotte was aangespannen. Als Schotte niet betaalt moet hij drie jaar celstraf uitzitten. Middels video's op sociale media startte hij begin mei 2022 een inzamelingsactie ter verkrijging van de benodigde fondsen.